# Lana (альбом)
Lana (полное название SOS Deluxe: Lana) — переиздание второго студийного альбома SOS (2022) американской соул-певицы SZA, вышедшее 20 декабря 2024 года на лейблах Top Dawg Entertainment и RCA Records. В альбоме присутствует одно гостевое выступление Кендрика Ламара. Альбом был поддержан синглами «Saturn», выпущенным 22 февраля, и «Drive», выпущенным одновременно с самим альбомом.

## История
25 февраля 2023 года Billboard сообщил, что десять песен будут выпущены в составе делюкс-издания SOS. В сентябре SZA официально объявила, что это «ещё один альбом», выходящий под названием Lana, что она ещё раз подтвердила во время интервью в Variety. Она сказала журналу, что релиз будет неожиданным, и сравнила себя с Фрэнком Оушеном и André 3000 в том, что она свободна делать все, что хочет. Говоря о своём решении выпустить ещё один полноценный альбом, она сказала, что это стало больше, чем ожидалось, и назвала творческий процесс весёлым и не тратящим слишком много времени на жизнь в своей «собственной голове».

## Запись
SZA сочинила и записала более 100 песен для альбома SOS в течение пяти лет. После выхода альбома она и её коллега, продюсер Картер Лэнг, продолжали создавать музыку специально для Lana, мотивируясь спорадическими всплесками творчества. 4 февраля 2024 года, в день 66-й ежегодной церемонии вручения премии «Грэмми», SZA сказала The Hollywood Reporter, что альбом всё ещё «формируется», поскольку она позволила своему голосу следовать «за частотой [альбома], какой бы она ни была». Она отказалась раскрывать более подробную информацию, сославшись на то, что так она невольно изменит своё творческое направление.

## Продвижение
Официальный анонс грядущего альбома состоялся во время вечеринки-сюрприза, организованной в Brooklyn Navy Yard в честь успеха SOS. Во время мероприятия SZA исполнила четыре неизданных трека: «Saturn», «PSA», «DTM» и «Boy from South Detroit». 10 декабря SZA показала шесть вариантов обложки для Lana в Instagram.
Песня «Saturn» была выпущена на стриминговых сервисах в качестве лид-сингла альбома 22 февраля 2024 года. Ранее она исполнила песню «Saturn» в рамках рекламной паузы Mastercard во время 66-й ежегодной церемонии вручения премии «Грэмми», раскачиваясь на фоне реквизита из деревьев и цветов, что отсылало к кампании по высадке деревьев, начатой компанией для борьбы с изменением климата.

## Название
SZA, чьё настоящее имя Солана Имани Роу, использовала одно из своих прозвищ, чтобы дать название альбому SOS, и то же самое было сделано для диска Lana. Она получила своё прозвище «Лана» в 13 лет, когда планировала сделать татуировку своего имени. По её словам, за каждую букву нужно было заплатить 10 долларов, но, имея всего 40 долларов, она использовала для татуировки только последние четыре буквы «Солана» («Solana» → «Lana»).

## Релиз
Дата выхода альбома Lana была определена на 20 декабря 2024 года, хотя она была перенесена с полуночи на раннее утро из-за окончательных изменений в сведении альбома. Ссылка на предварительную продажу была опубликована за два дня до этого. 10 декабря, в честь двухлетия SOS, SZA опубликовала тизер в социальных сетях, сопровождаемый треком, который сэмплирует песню Isley Brothers «Voyage to Atlantis». В клипе она гуляет по лесу и мочится у ручья. В конце тизера над надписью «SOS Deluxe» появляется наложенный текст с именем Lana. Ранее предполагалось, что Lana и делюкс-издание будут отличаться друг от друга.
Официальный анонс Lana состоялся в Brooklyn Navy Yard, во время вечеринки-сюрприза, организованной только для приглашённых в честь успеха SOS. Во время мероприятия SZA исполнила четыре песни, предназначенные для делюкс-издания: «Saturn», «PSA», «DTM (Diamond Boy)» и «Boy from South Detroit». Она сказала Variety, что релиз будет неожиданным, и сравнила себя с Фрэнком Оушеном и André 3000 в том, что она вольна делать все, что захочет. Говоря о своём решении выпустить ещё один полноценный альбом, она сказала, что это стало больше, чем ожидалось, и назвала творческий процесс весёлым и не тратящим слишком много времени на жизнь в «собственной голове». В июне 2024 года Time включил Lana в список самых ожидаемых альбомов года.
Ранее в том же году SZA сообщила, что делюкс-переиздание выйдет до конца года, сказав об этом в интервью британскому Vogue и на Twitch livestream Кая Цената. За год до этого она предположила, что переиздание будет выпущено к середине декабря 2023 года, чего в итоге не произошло. Говоря о задержке, Панч объяснила, что лейбл был вынужден перенести дату релиза из-за утечки нескольких ауттейков с SOS, в том числе предназначенных для делюкс-издания. Одной из утечек была песня «Joni». Рекламные фотографии для Ланы также были размещены в социальных сетях без разрешения. Утечки привели к решению SZA выделить все утечки и ауттейки в отдельный проект, от которого она позже отказалась, когда приблизилась официальная дата релиза.

## Список композиций
| №                   | Название                          | Автор(ы)                                                                                 | Продюсеры                                                      | Длительность |
| ------------------- | --------------------------------- | ---------------------------------------------------------------------------------------- | -------------------------------------------------------------- | ------------ |
| 1.                  | «No More Hiding»                  | Solána Rowe Michael Uzowuru                                                              | Michael Uzowuru                                                | 2:42         |
| 2.                  | «What Do I Do»                    | Rowe Бенни Бланко Carter Lang Cody Fayne                                                 | Бенни Бланко Carter Lang ThankGod4Cody                         | 2:47         |
| 3.                  | «30 for 30» (с Кендриком Ламаром) | Rowe Kendrick Lamar Duckworth Bobby DeBarge Greg Williams Nick Kobe Энтони Джермейн Уайт | J. White Did It                                                | 4:38         |
| 4.                  | «Diamond Boy (DTM)»               | Rowe Uzowuru Lang Declan Miers Tyran Donaldson                                           | Lang Uzowuru Scum Solomonophonic Declan Miers                  | 3:37         |
| 5.                  | «BMF»                             | Rowe Lang Blake Slatkin Omer Fedi                                                        | Lang Blake Slatkin Omer Fedi                                   | 3:00         |
| 6.                  | «Scorsese Baby Daddy»             | Rowe Uzowuru Tyler Johnson                                                               | Uzowuru Tyler Johnson                                          | 2:33         |
| 7.                  | «Love Me 4 Me»                    | Rowe Lang Rob Bisel Nick Lee                                                             | Lang Rob Bisel Nick Lee                                        | 3:05         |
| 8.                  | «Chill Baby»                      | Rowe Calvin Dickinson Julian Fried Justin Raisen Майлс МакКоллум                         | Lil Yachty Sad Pony Cade Calvin Dickinson Iseeyou Julian Fried | 2:20         |
| 9.                  | «My Turn»                         | Rowe Fayne Bisel                                                                         | Bisel ThankGod4Cody                                            | 2:57         |
| 10.                 | «Crybaby»                         | Rowe Fayne Lang Miers                                                                    | Lang Miers ThankGod4Cody                                       | 4:01         |
| 11.                 | «Kitchen»                         | Rowe Fayne Nick Kobe                                                                     | ThankGod4Cody                                                  | 2:52         |
| 12.                 | «Get Behind Me (Interlude)»       | Rowe Uzowuru                                                                             | Uzowuru                                                        | 1:48         |
| 13.                 | «Drive»                           | Rowe Fayne Billy Lemos Nick Kobe                                                         | ThankGod4Cody Billy Lemos                                      | 3:05         |
| 14.                 | «Another Life»                    | Rowe Uzowuru Dylan Wiggins                                                               | Uzowuru Dylan Wiggins                                          | 3:25         |
| 15.                 | «Saturn»                          | Rowe Lang Bisel Jared Solomon Scott Zhang Cian Ducrot                                    | Lang Bisel Solomonophonic Monsune                              | 3:06         |
| Общая длительность: | Общая длительность:               | Общая длительность:                                                                      | Общая длительность:                                            | 46:02        |

## Чарты
| Чарт (2024—2025)         | Высшая позиция |
| ------------------------ | -------------- |
| Италия (FIMI)            | 100            |
| Япония (Billboard Japan) | 51             |
| Норвегия (VG-lista)      | 4              |

### Комментарии
1. ↑  Затем трек «DTM» называли «Diamond Boy»[10] и «OD»[11]